# Silvano Vos
Silvano Cliff Robbie Vos (Ámsterdam, Países Bajos, 16 de marzo de 2005) es un futbolista neerlandés que juega como centrocampista en el Milan Futuro de la Serie C.

## Trayectoria
Comenzó la temporada 2021-22 como titular en el equipo juvenil del Ajax de Ámsterdam, sobre todo en la Liga Juvenil de la UEFA. Debutó como profesional con el Jong Ajax el 4 de febrero de 2022, sustituyendo a Youri Baas durante la victoria por 2-1 en casa de la Eerste Divisie contra el Jong AZ.

## Estadísticas

### Clubes
Actualizado al último partido disputado el 2 de marzo de 2025.
| Club                             | Div.          | Temporada     | Liga  | Liga  | Liga   | Copas nacionales | Copas nacionales | Copas nacionales | Copas internacionales | Copas internacionales | Copas internacionales | Total | Total | Total  |
| Club                             | Div.          | Temporada     | Part. | Goles | Asist. | Part.            | Goles            | Asist.           | Part.                 | Goles                 | Asist.                | Part. | Goles | Asist. |
| -------------------------------- | ------------- | ------------- | ----- | ----- | ------ | ---------------- | ---------------- | ---------------- | --------------------- | --------------------- | --------------------- | ----- | ----- | ------ |
| Jong Ajax · Países Bajos         | 2.ª           | 2021-22       | 5     | 1     | 0      | —                | —                | —                | —                     | —                     | —                     | 5     | 1     | 0      |
| Jong Ajax · Países Bajos         | 2.ª           | 2022-23       | 31    | 4     | 4      | —                | —                | —                | —                     | —                     | —                     | 31    | 4     | 4      |
| Jong Ajax · Países Bajos         | 2.ª           | 2023-24       | 12    | 0     | 0      | —                | —                | —                | —                     | —                     | —                     | 12    | 0     | 0      |
| Jong Ajax · Países Bajos         | Total club    | Total club    | 48    | 5     | 4      | 0                | 0                | 0                | 0                     | 0                     | 0                     | 48    | 5     | 4      |
| Ajax de Ámsterdam · Países Bajos | 1.ª           | 2022-23       | 2     | 0     | 0      | 1                | 0                | 0                | 0                     | 0                     | 0                     | 3     | 0     | 0      |
| Ajax de Ámsterdam · Países Bajos | 1.ª           | 2023-24       | 6     | 0     | 0      | 0                | 0                | 0                | 3                     | 0                     | 0                     | 9     | 0     | 0      |
| Ajax de Ámsterdam · Países Bajos | Total club    | Total club    | 8     | 0     | 0      | 1                | 0                | 0                | 3                     | 0                     | 0                     | 12    | 0     | 0      |
| Milan Futuro · Italia            | 3.ª           | 2024-25       | 13    | 0     | 0      | 2                | 0                | 0                | —                     | —                     | —                     | 15    | 0     | 0      |
| Milan Futuro · Italia            | Total club    | Total club    | 13    | 0     | 0      | 2                | 0                | 0                | 0                     | 0                     | 0                     | 15    | 0     | 0      |
| Total carrera                    | Total carrera | Total carrera | 69    | 5     | 4      | 3                | 0                | 0                | 3                     | 0                     | 0                     | 75    | 5     | 4      |